# Prix Arvid-Lydecken
Le prix Arvid-Lydecken (finnois : Arvid Lydecken-palkinto) est un prix littéraire de Finlande,.
En 2015, son montant est de 2015 euros.

## Liste des lauréats
| Année | Lauréat                                     | Œuvre                                                         | autres nominations |
| ----- | ------------------------------------------- | ------------------------------------------------------------- | --- |
| 1969  | Aila Nissinen                               | Terva-apila                                                   | |
| 1970  | Mirjam Polkunen:                            | Jättiläinen, joka tahtoi muuttua karhuksi                     | |
| 1971  | Leena et Inari Krohn                        | Vihreä vallankumous                                           | |
| 1972  | Asko Kaikusalo                              | Hiiristoori                                                   | |
| 1973  | Kirsi Kunnas                                | Puupuu ja Kärypoika                                           | |
| 1973  | Paavo Rintala                               | Uu ja Poikanen                                                | |
| 1974  | Kaarina Helakisa Katriina Viljamaa-Rissanen | Elli-Velli Karamelli                                          | |
| 1975  | Leena Krohn                                 | Viimeinen kesävieras                                          | |
| 1976  | Anna Tauriala                               | Kun Leenan ärrästä tuli ällä                                  | |
| 1977  | Kari et Pirre Vaijärvi                      | Jeppe keksii jännärin                                         | |
| 1977  | Irja Hietanen                               | Punaparran salaiset jutut                                     | |
| 1978  | Hannu Mäkelä                                | Hevonen, joka hukkasi silmälasinsa                            | |
| 1979  | Camilla Mickwitz                            | Jason muuttaa maasta                                          | |
| 1980  | Leena Erkkilä Ulla Vaajakallio              | Satakieli, Marian lintu                                       | |
| 1981  | Kaija Pakkanen                              | Hassu noita, Huisin hauska seikkailu sekä Meidän kylän lapset | |
| 1982  | Johanna Jokipaltio                          | Kas kummaa punaista lankaa                                    | |
| 1983  | Laila Kohonen                               | Hakkapeliitan aarre                                           | |
| 1984  | Ritva Toivola                               | Kapteeni Vaskiparta                                           | |
| 1985  | Anna-Liisa Haakana                          | Sari-Anna                                                     | |
| 1986  | Hannele Huovi                               | Salaperäinen rasia                                            | |
| 1987  | Leena Laulajainen                           | Loikkeliinin matka lumen maahan                               | |
| 1988  | Maija Larmola Yrjö Larmola                  | Kukkulan kortteli                                             | |
| 1989  | Hannele Huovi                               | Vladimirin kirja                                              | |
| 1990  | Eeva Tikka                                  | Yön lintu ja Siivetön                                         | |
| 1991  | Sinikka Nopola Tiina Nopola                 | Heinähattu, Vilttitossu ja vauva                              | |
| 1992  | Ritva Toivola                               | Panssarimyyrä                                                 | |
| 1992  | Leena Laulajainen                           | Yksisarvinen ja sadepuu                                       | |
| 1993  | Annukka Järvi                               | Tanssi neljällä jalalla                                       | |
| 1994  | Kari Levola                                 | Kirjolohikäärme                                               | |
| 1995  | Veikko Rissanen                             | Nelli löytää kätkön                                           | |
| 1996  | Hannele Huovi                               | Lasiaurinko                                                   | |
| 1997  | Timo Parvela                                | Ella luokkaretkellä                                           | |
| 1998  | Mari Mörö                                   | Sakun lintukesä                                               | |
| 1999  | Jukka Itkonen                               | Kirpun matka maailman ääriin                                  | |
| 2000  | Tittamari Marttinen                         | Elsan ja Eetun erikoistapaukset                               | |
| 2001  | Marja Luukkonen                             | Aarnilinnun tytär                                             | |
| 2002  | Katri Tapola                                | Kivikauppaa ja ketunleipiä                                    | |
| 2003  | Johanna Venho                               | Okulus ja yöihmiset                                           | |
| 2004  | Kaija Pispa                                 | Titulein taikasanat                                           | |
| 2005  | Tapani Bagge                                | Kylässä                                                       | |
| 2006  | Maria Vuorio                                | Jäniksen housuissa                                            | |
| 2007  | Laura Lähteenmäki                           | Marenkikeiju                                                  | |
| 2008  | Markku Kaskela                              | Puistolan vihreät kunnaat                                     | |
| 2010  | Anna-Mari Kaskinen Matti Pikkujämsä)        | Tuulihattu ja tuhat tarinaa                                   | Reeta Aarnio: Veden vanki Elisabet Aho: Aadan aikaikkuna Tittamari Marttinen Virpi Penna): Pastapolkka ja mangotango et Marja-Leena Tiainen Väinö Heinonen): Maiju ja Bao                                           |
| 2011  | Maijaliisa Dieckmann                        | Väläys pimeässä                                               | Niina Hakalahti ja Jukka Lemmetty (illustrateur): Tuukka-Omar Anneli Kanto: FC Tytsyt Katariina Romppainen: Roolipeliä Myry Voipio et Christel Rönns (illustrateur): Ylipainoinen yksisarvinen ja muita kertomuksia |
| 2012  | Sanna Isto                                  | Tinka ja Taika                                                | Kirsti Ellilä: Eksyneet näkevät unia Laila Kohonen: Kumisevan kiven arvoitus Leena Krohn: Auringon lapsia Päivi Lukkarila: Kolmen ajan maa                                                                          |
| 2013  | Kirsti Ellilä                               | Majavakevät                                                   | Ansu Kivekäs: Ykkösjätkät Eppu Nuotio: Papupiilokas Kirsi Pehkonen: Punaviiva Ville Tanttu: Tiikerisydän |
| 2014  | Johanna Hulkko                              | Geoetsivät ja rahakäärön arvoitus                             | Juha-Pekka Koskinen: Haavekauppias Saska Saarikoski: Meidän isä on hammaspeikko Alexandra Salmela: Kirahviäiti ja muita hölmöjä aikuisia Kalle Veirto: Kivimutka ja pääkallonaama                                   |
| 2015  | Tittamari Marttinen                         | Ikioma perheeni                                               | Sini Ezer: Aavikkohaukka Saku Heinänen: Zaida ja lumienkeli Maija ja Anssi Hurme: Lepakkopoika Kalle Veirto: Etsivätoimisto Henkka & Kivimutka ja Sherlock Holmesin jalanjäljet                                     |
| 2016  | Tuutikki Tolonen                            | Mörkövahti                                                    | Saku Heinänen: Zaida ja elovalkeat Tomi Kontio: Koira nimeltään Kissa Hanna Lundström: Rassel prassel puss Timo Parvela: Kepler 62. Kirja yksi: Kutsu                                                               |